# Solsona
|  | Per a altres significats, vegeu «Solsona (desambiguació)». |

Solsona (IPA: [suɫˈso.nə]) és una ciutat i municipi del Principat de Catalunya, capital de la comarca del Solsonès. És situada en l'altiplà del Solsonès, i és envoltada pels municipi d'Olius i de Lladurs. Es troba en la partió dialectal entre català nord-occidental i català central.
Amb una població de 10.347 habitants l'any 2020, és el nucli urbà més important de la comarca i el principal motor econòmic i cultural, així com la seu dels principals estaments i entitats solsonines. Rep el títol de ciutat d'ençà de l'any 1594.

## Geografia
- Llista de topònims de Solsona (Orografia: muntanyes, serres, collades, indrets..; hidrografia: rius, fonts...; edificis: cases, masies, esglésies, etc)

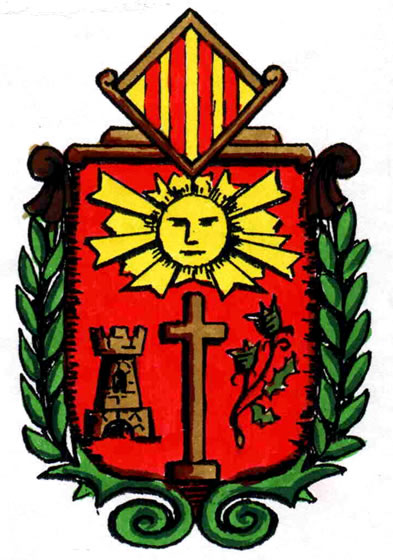
Escut no oficial de Solsona

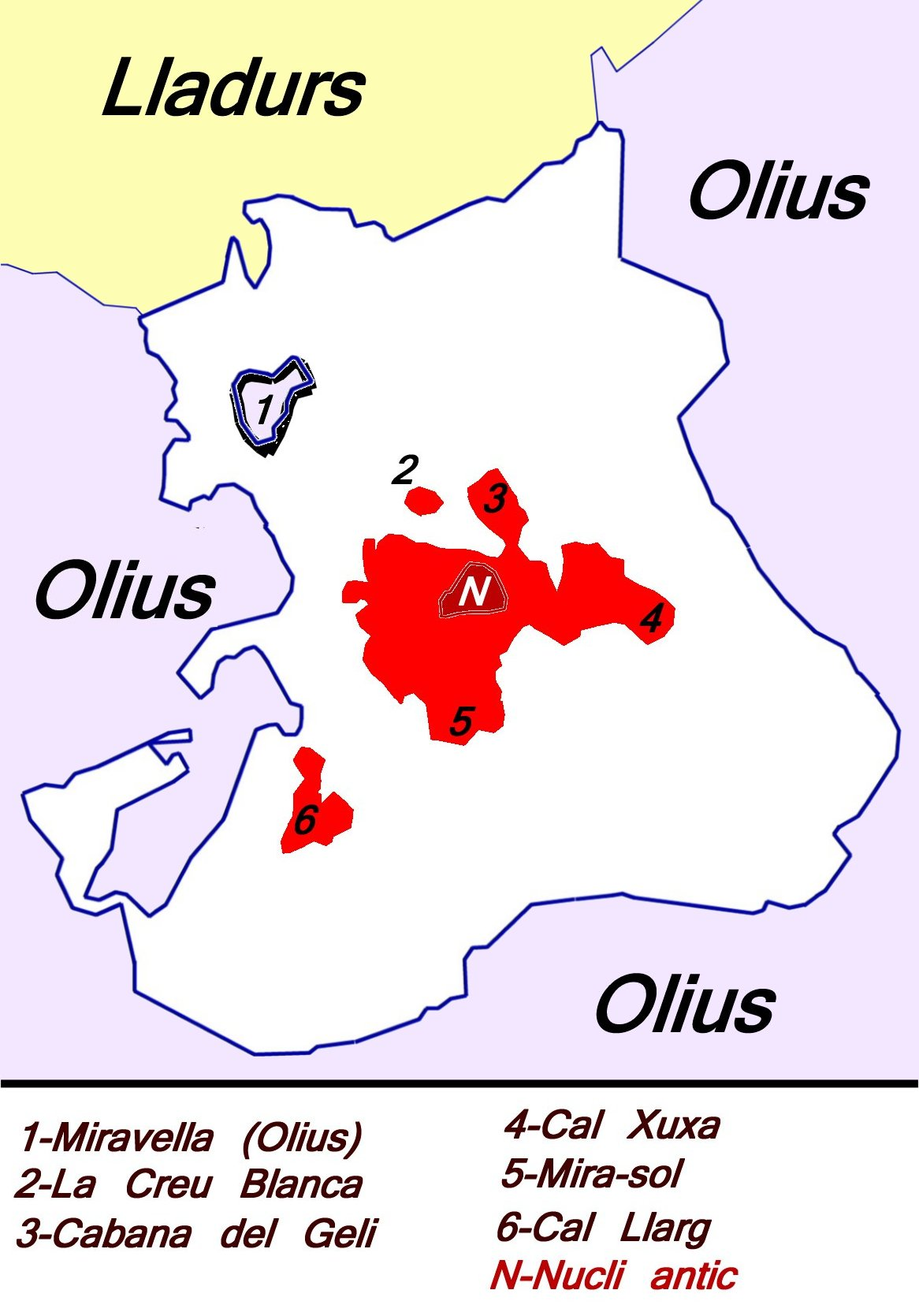
El terme municipal, municipis limítrofs i principals barris

El municipi de Solsona està situat a l'altiplà del Solsonès, al centre de la comarca. Excepte pel nord que limita amb el municipi de Lladurs, la resta del terme municipal està rodejat pel municipi d'Olius. Així mateix, a la banda nord-occidental del terme hi ha un enclavament d'aquest municipi: l'enclavament de Miravella, que es troba damunt mateix de la Mare de la Font.
| Entitat de població | Habitants (2023) |
| Solsona             | 9.171            |
| Font: Idescat       |                  |

### Orografia

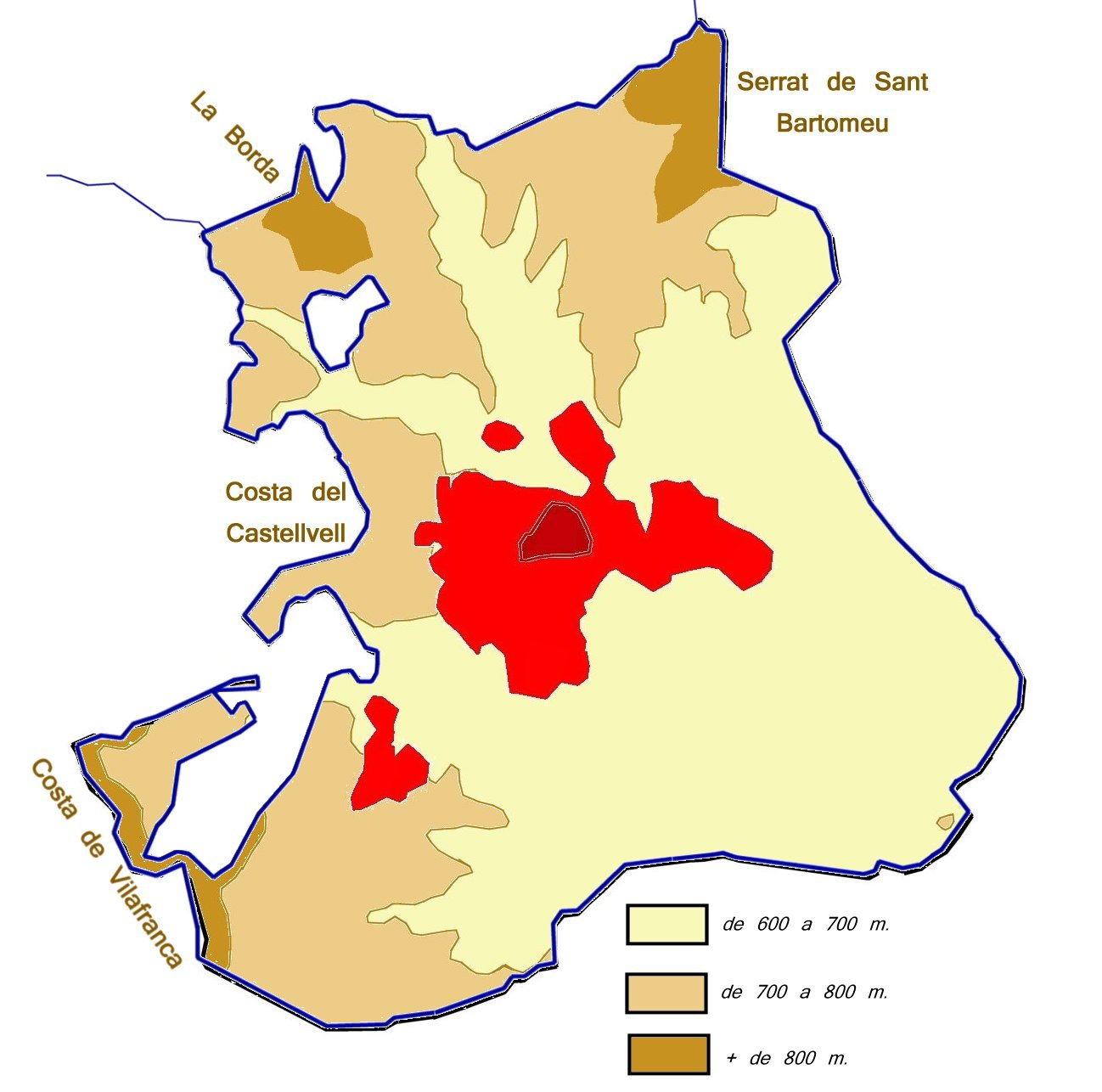
Mapa orogràfic del municipi.

Tot el terme municipal es troba per damunt dels 600 msnm. La cota més alta del terme municipal és al cim del Serrat de Sant Bartomeu, a l'extrem nord-oriental, per on passa la frontera amb el terme municipal d'Olius i on s'assoleixen els 869,7 m. d'altitud.
Al racó nord-occidental s'hi aixeca el Serrat de cal Trinxet, que a la contrada és conegut amb el nom de la Borda, perquè a l'altiplà que conforma el cim del serrat hi havia la masia (actualment enrunada) d'aquest nom. Aquest serrat assoleix els 838,2 m d'altitud.
La banda occidental del terme està ocupada pel vessant de llevant de Castellvell on la frontera del terme passa just per la cota dels 800 m d'altitud. i al racó sud-occidental s'hi aixeca la Costa de Vilafranca on la frontera assoleix la cota dels 840 m d'altitud.

### Hidrografia

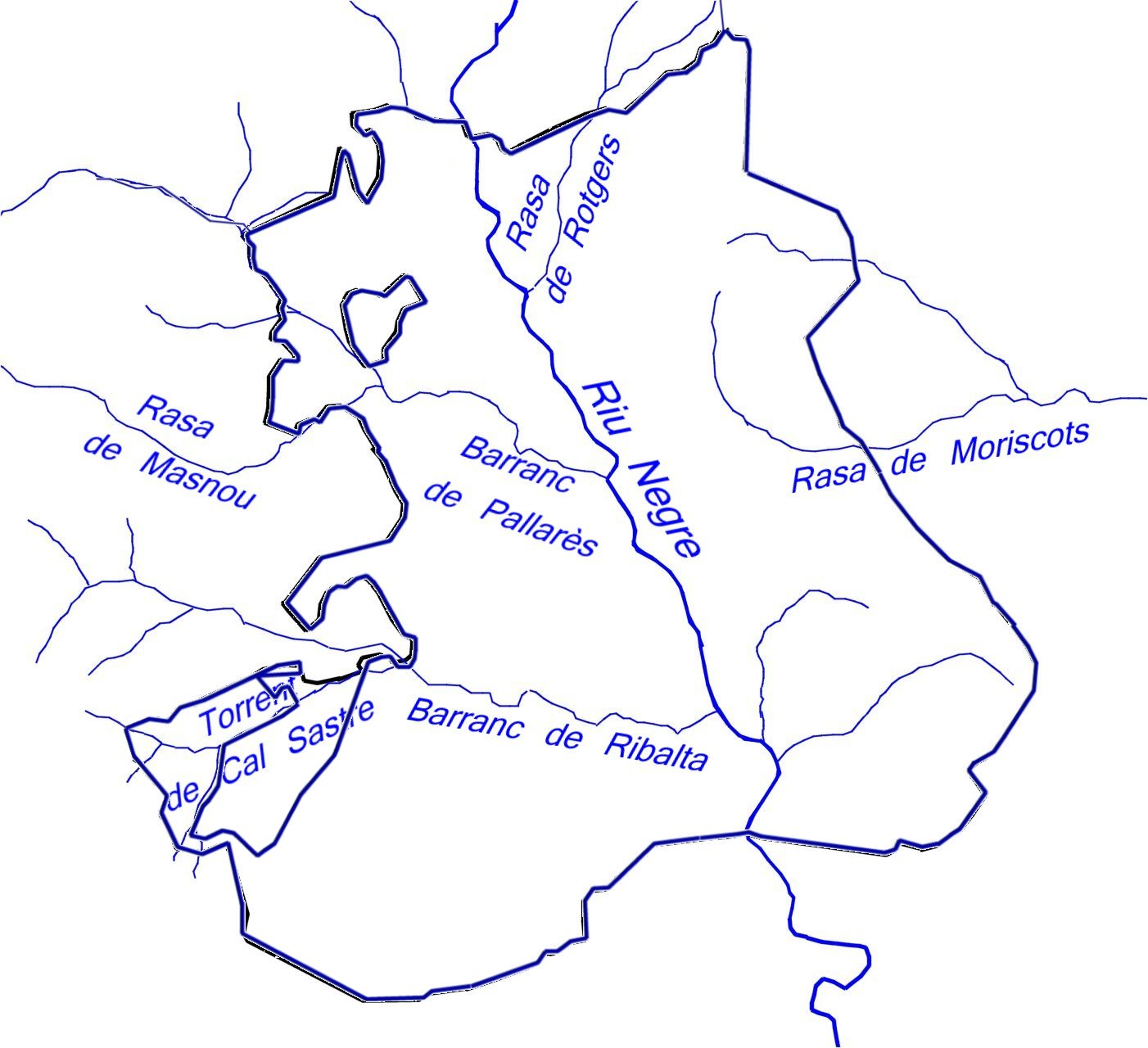
Mapa hidrogràfic del municipi.

#### Corrents fluvials
Pel terme municipal hi transcorren 66 cursos fluvials (complets o els seus trams) la longitud dels quals suma un total de 45.178 m.
Totes les seves aigües desguassen al Cardener a través del seu afluent, el riu Negre, a excepció d'una franja nord-occidental d'una superfície d'uns 2,4 km², que ho fan per mitjà de la Ribera del Llissó mitjançant les dues rases que la conformen: la rasa de Moriscots i la rasa de Comajuncosa.
El riu Negre travessa el terme municipal de nord a sud al llarg de 5.574 m. Poc tros després d'entrar al terme municipal, rep per l'esquerra la rasa de Rotgers. Tot seguit, i també per l'esquerra, la rasa de cal Grill. Just en entrar a la ciutat de Solsona rep per la dreta el barranc de Pallarès, el qual, sota la capella de Sant Pere Màrtir, ha rebut, també per la dreta, les aigües que li aporta la rasa de Masnou. Aigües avall de Solsona rep, també per la dreta, el barranc de Ribalta (el qual ha rebut abans les aigües que li han aportat el torrent de cal Sastre) i el barranc de Cor de Roure. Aquests cinc últims torrents drenen les aigües del vessant de llevant de la Serra de la Torregassa.
Abans de sortir del terme municipal, el riu Negre rep per la seva esquerra les aigües de la rasa de les Comes.
- Taula de les dades de la xarxa hidrogràfica del terme municipal de Solsona[Enllaç no actiu]  full de càlcul

### Poblament

#### La ciutat

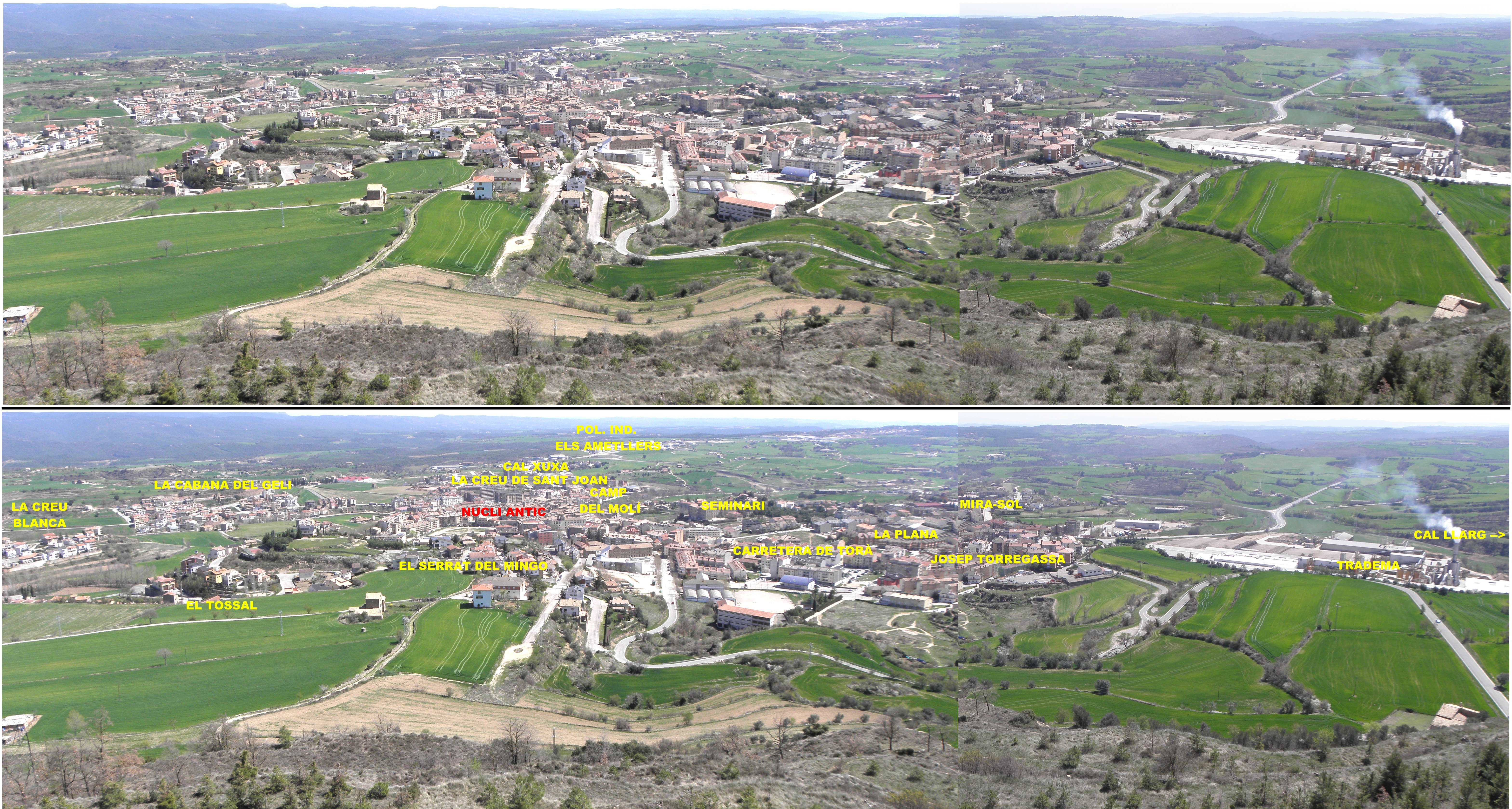
Vista de Solsona des del Castellvell. A la foto de sota, els diferents barris de la ciutat

El nucli medieval està format pel que actualment es coneix com a Nucli Antic, que s'aixeca al centre de l'actual nucli urbà. A tot el voltant d'aquest nucli originari, però preponderantment cap a llevant i cap al migjorn, es van anar estenent els barris de Solsona. La Creu Blanca (al nord) i cal Llarg (al sud-oest) són els dos únics barris que queden separats del nucli urbà. Integrats en aquest, cal fer esment dels barris de la Cabana del Geli, el Camp del Molí, la Creu de Sant Joan, cal Xuixa, Mira-sol, Josep Torregassa, el Serrat del Mingo i el Tossal.
Vegeu mapa interactiu al web de l'Ajuntament de Solsona Arxivat 2010-06-21 a Wayback Machine.

#### La rodalia

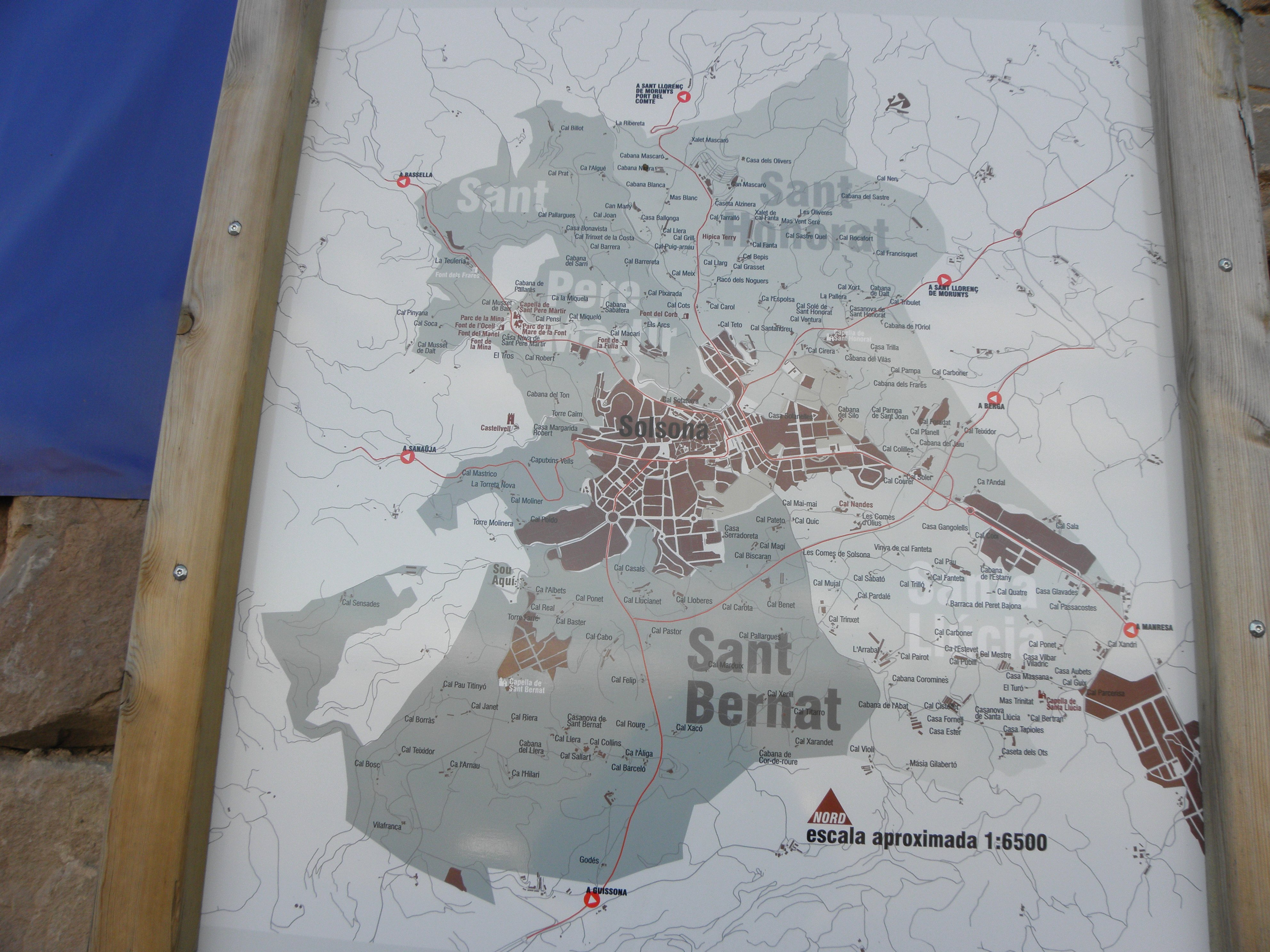
Plànol de les quatre Partides

La resta del terme municipal és conegut amb el nom del Vinyet, nom que prové del fet que el cultiu predominant que s'hi feia era el de la vinya, fins que, a la segona meitat del segle xix, va sobrevenir la plaga de la fil·loxera.
El Vinyet està dividit en quatre partides: la partida de Sant Pere Màrtir (al NO), la partida de Sant Honorat (al NE), la partida de Santa Llúcia (al SE) i la partida de Sant Bernat (al SO).

### Demografia
| 1497 f | 1515 f | 1553 f | 1717  | 1787  | 1857  | 1877  | 1887  | 1900  | 1910  |
| ------ | ------ | ------ | ----- | ----- | ----- | ----- | ----- | ----- | ----- |
| 300    | 315    | 345    | 1.593 | 2.751 | 2.671 | 2.413 | 2.553 | 2.304 | 2.512 |

| 1920  | 1930  | 1940  | 1950  | 1960  | 1970  | 1981  | 1990  | 1992  | 1994  |
| ----- | ----- | ----- | ----- | ----- | ----- | ----- | ----- | ----- | ----- |
| 2.689 | 3.280 | 3.103 | 4.038 | 4.956 | 5.346 | 6.230 | 6.609 | 6.720 | 6.720 |

| 1996  | 1998  | 2000  | 2002  | 2004  | 2006  | 2008  | 2010  | 2012  | 2014  |
| ----- | ----- | ----- | ----- | ----- | ----- | ----- | ----- | ----- | ----- |
| 7.128 | 7.172 | 7.343 | 7.689 | 8.127 | 8.823 | 9.166 | 9.219 | 9.201 | 9.067 |

| 2016  | 2018  | 2020  | 2022  | 2024  | 2026 | 2028 | 2030 | 2032 | 2034 |
| ----- | ----- | ----- | ----- | ----- | ---- | ---- | ---- | ---- | ---- |
| 8.914 | 9.014 | 9.137 | 9.131 | 9.480 | -    | -    | -    | -    | -    |

| Evolució demogràfica |            |            |            |                   |                   |                   |       |
| Any                  | Nucli urbà | Nucli urbà | Nucli urbà | Poblament dispers | Poblament dispers | Poblament dispers | Total |
| Any                  | Homes      | Dones      | Total      | Homes             | Dones             | Total             | Total |
| 2000                 | 3392       | 3428       | 6820       | 212               | 220               | 432               | 7252  |
| 2001                 | 3499       | 3491       | 6990       | 219               | 221               | 440               | 7430  |
| 2002                 | 3594       | 3570       | 7164       | 215               | 216               | 431               | 7595  |
| 2003                 | 3739       | 3658       | 7397       | 221               | 208               | 429               | 7826  |
| 2004                 | 3844       | 3572       | 7416       | 224               | 207               | 431               | 7847  |
| 2005                 | 4115       | 3930       | 8045       | 219               | 202               | 421               | 8466  |
| 2006                 | 4241       | 4063       | 8304       | 206               | 198               | 404               | 8708  |
| 2007                 | 4324       | 4159       | 8483       | 213               | 197               | 410               | 8893  |
| 2008                 | 4388       | 4252       | 8640       | 213               | 205               | 418               | 9058  |
| Font: INE            |            |            |            |                   |                   |                   |       |

## Economia
L'any 2001 el producte interior brut (PIB) generat al municipi va ser de 161 milions d'euros. En conseqüència, el PIB/hab va ser de 21,2 milers d'euros, la qual cosa equival a 4 dècimes per sobre de la mitjana de Catalunya.
Per sectors, d'aquest PIB l'agricultura en va generar el 2,2%, la indústria el 28,1%, la construcció el 16,4% i els serveis el 53,3%.

## Història

### Primers pobladors, l'època romana, les invasions visigòtiques i dels sarraïns
Les primeres referències històriques sobre la població que habita al Solsonès daten de l'any 3000 aC en plena prehistòria i això s'ha pogut constatar pels diferents sepulcres que utilitzaven per enterrar els morts. A Solsona es té constància de l'existència de tres sepulcres d'aquesta època. D'aquesta manera se sap que hi hagué un primer poblat a la zona.
De l'època dels ibers es té constància de diferents poblats al Solsonès, entre els quals el del Castellvell de Solsona. Aquest poblat tenia una estructura urbana, al damunt d'un serrat, consistent en una plaça central, voltada de cases, i un pas per a poder sortir i entrar. S'ha pogut calcular que eren unes 350 persones les que devien viure-hi allà al segle iii aC.
La influència romana també tingué pes a Solsona. S'instal·laren a l'antic poblat ibèric, però aviat l'abandonaren, per tal de construir un nucli urbà a la confluència de les rieres de Lladurs i de l'Olmeda. És l'edificació d'una minúscula ciutat romana. Segons sembla, en aquest antic nucli hi havia l'existència d'unes termes públiques tal com van demostrar unes excavacions a principi del segle xx. També es creu que hi degué haver un temple, molt probablement a l'indret de l'actual Catedral 
Els visigots també fan el seu pas a Solsona al segle v i, tres segles més tard, els sarraïns es varen establir a Solsona durant uns 70 anys, fins a passar a domini del rei franc, dins de la frontera que establia la Gòtia.

### La vila de Solsona i la vila de Santa Maria
Al segle x, ja es troba una Solsona consolidada quant a la població, però amb la característica que la vila naixia entorn de dos nuclis diferents i, per tant, dues jurisdiccions distintes. Així doncs, el senyoriu feudal sobre Solsona era compartit entre els senyors del Castell de Solsona i els del Monestir de Santa Maria.
Els senyors del Castell de Solsona es deien Miró, els seus descendents s'anomenen Ecard i finalment Torroja. Serà la pubilla dels Torroja, Agnès, que el 1217 es casarà amb el vescomte de Cardona, Ramon Folc IV; d'aquesta manera el domini del Castell de Solsona és exercit per la família Cardona, que, amb posterioritat, serà promoguda a comtal i finalment a ducal.
Quant al Monestir, s'instaurà el 1070, moment en què es crea la Canònica de Santa Maria. Amb anterioritat hi havia hagut uns primers temples.
Durant la Reconquesta Solsona té el seu protagonisme, molts noms de la comarca es troben també en poblacions de la Segarra, el Segrià i del Penedès fent la repoblació d'aquelles terres. Segons sembla, els comtes d'Urgell s'encomanaven a Santa Maria de Solsona en aquells temps.
Al segle xiii ja hi ha constància del mercat setmanal, cosa que augmentà la vida comercial amb abundància d'oficis menestrals. També es coneix l'existència de la comunitat jueva en aquella època amb sinagoga pròpia en l'actual carrer de Sant Pau. A final del segle, es promocionà la nova construcció d'un temple d'estil gòtic en el lloc de la Canònica de Santa Maria.
La decadència arriba, però, als segles xiv i xv, donada bàsicament per la Pesta Negra de 1348 que donà grans mortaldats amb un despoblament de la comarca. Tot i així, s'acorda construir unes noves muralles el 1303, restes de les quals es poden veure avui dia, i que feien setze metres d'alçada amb vint-i-una torres; també es portà l'aigua de la font de Miravella a la ciutat amb les tres fonts públiques (font de la plaça de la Catedral, font de la plaça de Sant Joan i font de la plaça de Sant Isidre), que avui encara existeixen (1420), i es fan altres obres com ara l'edificació de l'Hospital de Llobera.
La construcció de muralles, abans comentades, va significar la cohesió i unió de les dues viles i la creació d'un únic municipi o “Consell”, l'any 1338, però tanmateix el manteniment de les dues jurisdiccions va comportar l'aparició de dos cònsols i dos batlles, un per a cada domini.

### Els títols de Bisbat i de Ciutat
Al segle xvi un dels fets clau per a la història de Solsona és el fet d'aconseguir ser seu de bisbat, en contra de les pretensions que tenien altres poblacions com Manresa i Balaguer.
Amb això, el rei Felip I (II de Castella), va sol·licitar a Roma la creació d'un nou bisbat amb seu a Solsona i el papa Climent VIII, l'any 1593, va accedir a la petició realitzada i així es va convertir l'església del monestir de Solsona en catedral. Aquell mateix any, el rei comissionà a l'arquebisbe de Tarragona Joan Terès i Borrull, al bisbe d'Urgell Andreu Capella i al Nunci Apostòlic a la monarquia d'Espanya Camillo Caetani per a dur a terme l'erecció del nou bisbat. L'any següent (1594), el monarca concediria a Solsona el títol de ciutat, havent-hi a tot Catalunya un total de deu poblacions amb aquesta distinció.
No obstant això, fou temps de decadència per la llengua catalana, ja que el castellà s'introduïa a les classes altes i s'hi enviaven bisbes castellans. Solsona, però, defensava el català amb les comèdies a les places, les nadales, el cant de goigs i amb la litúrgia i la predicació de l'Església.

### El temps del Barroc
En els segles xvii i xviii a Solsona i al Solsonès destaquen els grans artistes de retaules barrocs, com ara els Morató i els Pujol, autors de diversos altars. Coincideix també amb l'època dels Bordons, coneguts orgueners o “mestres de fer orgues”.
Pintor barroc i fundador de l'escola pictòrica espanyola del Segle d'Or n'és Francesc Ribalta, nascut en una casa del carrer del Castell de Solsona el 2 de juny de 1565.
El 1620 es crea la Universitat Literària, dirigida pels dominics, que dona una forta vitalitat a les institucions i costums de la ciutat.
El 1653 es proclama la Mare de Déu del Claustre patrona de Solsona després d'haver superat una pesta. Es tracta del naixement de la Festa Major i arran d'aquest fet apareixeran les primeres referències sobre els gegants i altres elements folklòrics que tant caracteritzen la ciutat.
L'esplendor es mostra també en l'activitat comercial de Solsona on hi ha una abundància d'oficis, segurament més d'un centenar, destacant-ne els ganiveters, una de les indústries més florents i que actualment encara perdura.
Fins a final del segle xviii durarà aquesta prosperitat econòmica, que també comportarà una activitat constructiva d'obres importants, com ara el convent de les monges, el col·legi dels escolapis, el pont de sobre la riera, el pont de l'Afrau, el portal del Pont, les entrades actuals a la Catedral i també el Palau Episcopal, d'estil neoclàssic, construït per Francesc Pons, del qual diuen que no sabia llegir ni escriure.
Tanmateix, el 1640, la resistència de la Guerra dels Segadors va allargar-se a Solsona fins al 1655. I quant a la Guerra de Successió, el 1714, el rei Felip V va abolir la Universitat Literària i va fer fora el bisbe de Solsona, Francesc Dorda, per haver donat suport als austriacistes.

### Època decadent
És un mal començament el del segle xix a Solsona. La Guerra del Francès va dur a la ciutat les tropes franceses de Napoleó que el 1810 van dur a terme importants destrosses. Entre les més destacades hi ha l'incendi de la catedral provocat pels francesos sota les ordres del general Macdonald, que va ordenar que es calés foc al temple en absència del bisbe i dels capellans.
El 1833 va esclatar la Primera Guerra Carlina. Solsona i comarca havien estat majoritàriament carlines, amb un suport decidit de l'Església. S'acabà el 1840, Solsona quedà molt malmesa. Els carlins es van fer els amos de la ciutat i el 14 de juny el mateix pretendent al tron dels Carlins, Carles Maria Isidre de Borbó, va entrar a Solsona juntament amb 14.000 soldats.
La Segona Guerra Carlina, la dels Matiners, s'inicià a la mateixa Solsona el 1846 amb l'aixecament militar per part dels carlins comandats pel mariscal de camp carlí i fill del poblet d'Ardèvol, Benet Tristany. Aquest, però, fou derrotat i el 1847 va ser afusellat a Solsona.
L'any 1854 a Solsona hi hagué una epidèmia de còlera.
Tot aquest seguit de calamitats obriren un període de decadència a Solsona, la qual veié disminuir la seva població a gairebé mil habitants, tenint en compte que en tenia poc més de tres mil. D'unes 500 cases que tenia el nucli emmurallat, només unes 150 eren poblades i la resta eren abandonades o en estat de ruïna.
L'absència de dinamisme econòmic també s'observa en el fet que la industrialització no es va dur a terme a Solsona, perquè no reunia requisits per atraure la gran indústria. La indústria que perdurava a la ciutat encara era la dels tallers de ganiveters, tot i que també van disminuir.
Les circumstàncies negatives també van comportar la supressió del bisbat de Solsona. Tot i així, l'administrador apostòlic (1895-1901) de Solsona, Ramon Riu i Cabanes, es dedicà a reorganitzar les parròquies, va fer restaurar edificis d'interès històric, fundà el Museu Diocesà i Comarcal de Solsona i va construir el Seminari. Aquestes tasques van ajudar que el 1933 es recuperés el bisbat.
Un altre element positiu per a la ciutat va ser l'establiment de la impremta, que, malgrat ser inventada al segle xv, a Solsona no va arribar fins a mitjan segle xix, aleshores exercí de difusora de cultura. També se'n destaca l'inici de l'associacionisme, amb la creació del Centre Catòlic (més endavant Centre de Cultura Popular) i amb posterioritat la constitució del Centre Liberal. El 1896 la llum elèctrica arribà als carrers i places de la ciutat.

### Elseglexxi els inicis del XXI

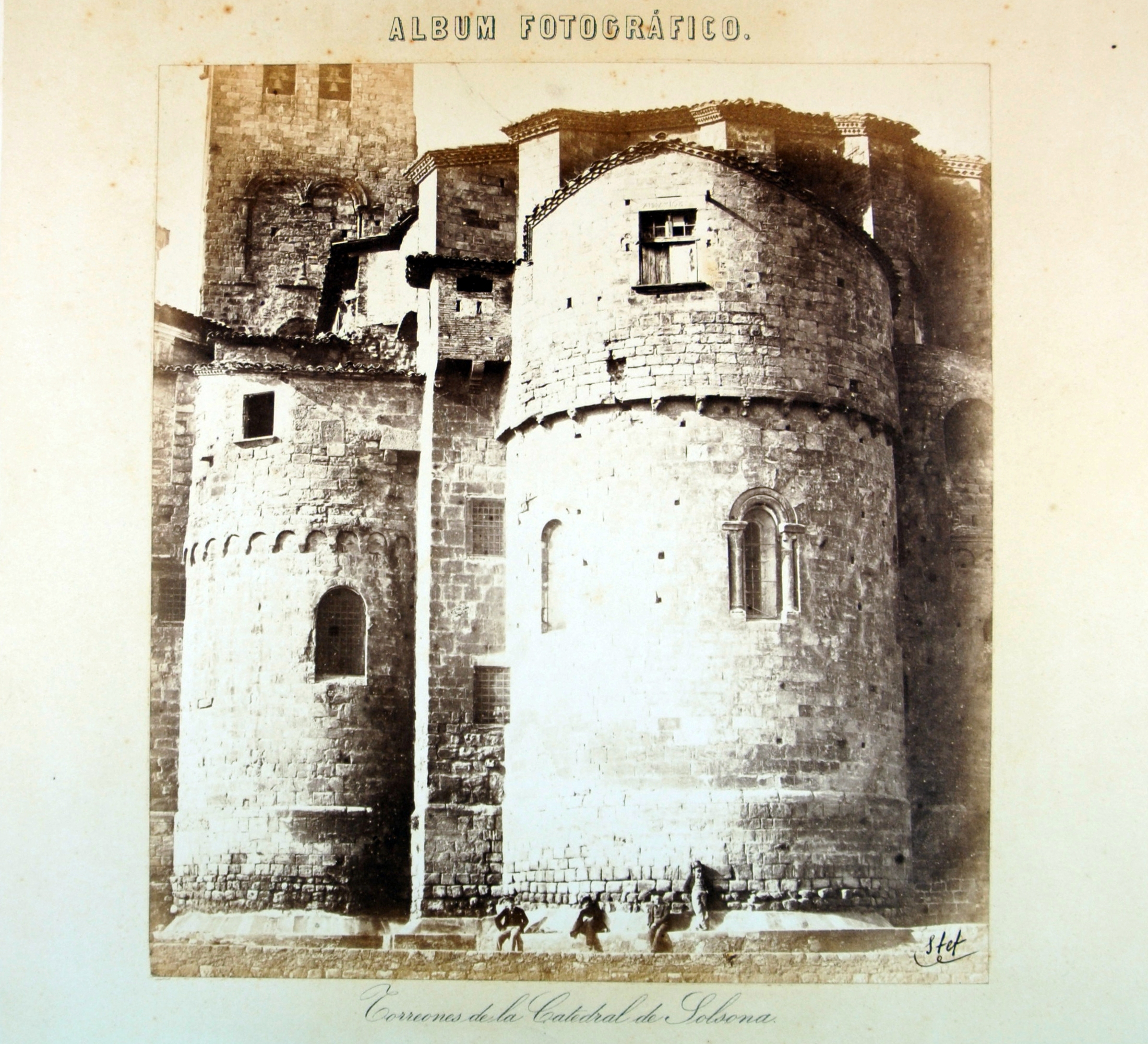
És la primera fotografia coneguda de la ciutat de Solsona, presa per Francesc de Paula Arenas Marsans que signava amb el pseudònim Steff i realitzada el mes d'octubre de l'any 1864. Arxiu Comarcal del Solsonès

Durant el segle anterior (XIX), Solsona no creixé, sinó que més aviat va veure la seva població disminuïda, perquè la ciutat no va moure la gran indústria, ni el tren hi va arribar mai, i les carreteres van arribar tard.
Aquests trets, però han donat la característica de la Solsona actual, que encara conserva els seus carrers estrets, les seves places medievals, les muralles, els antics palaus i les cases pairals.
Tanmateix, però, el segle xx es caracteritza per un creixement important de la població solsonina, així com la de la resta de Catalunya. A Solsona, de principi del segle fins als anys vuitanta va veure un augment d'unes dues mil persones a un sis mil habitants.
Els inicis del segle xx encara hi havia una mirada al passat quant a l'economia i la indústria, la qual tenia uns trets molt tradicionals, i cap al 1915-1930, la ciutat veurà alguns canvis en aquest sentit amb la instal·lació de dues farineres, d'una fàbrica tèxtil de cotó, etc.
El 1909 el cotxe de línia ja s'havia introduït fent viatges des de Solsona a Barcelona al preu de set pessetes. Al segon decenni del segle, es produeixen tensions al voltant del servei de llum elèctrica amb barreja d'interessos econòmics i de lluita política. Hi havia dos bàndols i cada un tenia el seu propi diari, el seu propi cafè, la seva pròpia orquestra; aquesta situació provocà greus incidents, entre els quals alguna mort.
També se'n destaca el renaixement cultural de principi del segle amb l'aparició de nombroses revistes i setmanaris com ara el Montañés, el Rebenque, Lacetània, la Verdad, el Napbuf, Llum i Guia, que van ajudar a disminuir l'analfabetisme a Solsona en molt poc temps.
Altrament és el moment en què neixen associacions que avui encara perduren, com ara l'Orfeó Nova Solsona (1919) i el Club de Futbol Solsona (1928) o d'altres que van tenir importància en el seu moment, com ara l'Ateneu, extingit en arribar la postguerra.
El Modernisme és present també a Solsona amb construccions destacades del paisatge urbà actual. Entre els edificis públics en destaca l'Hotel Sant Roc, la Glorieta de la Vil·la Riu, el Col·legi dels Claretians (actual Casal de Cultura) i també el Cambril de la Mare de Déu del Claustre de l'arquitecte August Font, havent-hi també edificis de caràcter particular destacats, com ara cal Pau de Marrossella, dissenyada per l'arquitecte Isidre Puig i Boada.
La República es visqué amb normalitat a Solsona, essent característics els resultats de les eleccions a favor de les dretes. La Guerra Civil (1936-1939) comportà un canvi radical en la vida de tota la gent solsonina; n'hi hagué que anaren al front, d'altres s'amagaren, "emboscats"; foren perseguits els sacerdots, els frares, les monges; es destruïren imatges religioses. La Mare de Déu del Claustre fou salvada gràcies al fet que fou amagada a la caixa d'escala del campanar pels campaners Josep Porredon Vilana i Joan Augé Closa i després es volgué evacuar a França, però quedà amagada en el garatge del palau episcopal de Vic. El delegat d'Ordre Públic de la Generalitat a Solsona, Francesc Viadiu, recomanà al bisbe Valentí Comellas la seva fugida a Andorra. La catedral fou utilitzada com a mercat i també de biblioteca, l'església de les monges es va fer servir de cinema.
L'acabament de la guerra va provocar que Solsona tingués uns 20.000 habitants provinents de poblacions ocupades per l'exèrcit franquista. A la tarda del 24 de gener de 1939, arribaren a Solsona les tropes del bàndol nacional, que ocuparen la ciutat des del Castellvell. La fugida dels partidaris republicans va comportar l'incendi de la catedral i la destrucció del pont.
La postguerra es destaca per l'arribada d'un nou bisbe a Solsona, Vicente Enrique Tarancón, i pel pes que tingué la religió cristiana en el tarannà de la gent. El 1948 s'inaugurava un nou seminari major.
A partir dels anys 50 es rebé immigració provinent del sud d'Espanya, que, majoritàriament, es posà a treballar a Solsona en la construcció o en la indústria del tèxtil i de la fusta. Aquella mateixa època es construeix l'actual barri de Josep Torregassa, format per habitatges de renda limitada promogudes per l'Obra Sindical del Hogar, conegudes popularment com a cases barates.
Aquell mateix decenni Solsona anà reviscolant portant aigua provinent de Canalda, fent un nou pont d'entrada a la ciutat, adequant-se el Parc de la Mare de la Font, es renovà també la Fira de Sant Isidre i hi hagué millora en les places i carrers. Destaca en l'àmbit festiu, la celebració de la Coronació de la Mare de Déu del Claustre, el 1956, que assolí un lluïment espectacular.
Als anys 60, hi haurà una millora de l'ensenyament amb la construcció, a partir de 1963, de l'Escola Nacional d'ensenyament primari i amb la nova Escola de formació professional “Castellvell”. En el vessant econòmic és quan apareix la fàbrica “Tradema”, que contribuí a millorar la minsa vida industrial de la ciutat, tancada el gener de 2013, amb la pèrdua de treball de 142 treballadors directes i 160 d'indirectes.
També es realitzarà l'actual clínica i a inicis dels setanta es començarà a eixamplar la ciutat amb la construcció dels blocs de pisos que actualment hi ha a la zona del pont i també d'equipaments esportius com les piscines municipals i el camp de futbol.
De fet, els anys setanta es caracteritzen per la recuperació del Carnaval a Solsona, prohibit pel franquisme, i l'empenta que aquesta carnestoltada té, fins al punt de ser una festa popular i massiva. També en el vessant cultural, apareix un moviment geganter que vetlla pels gegants i altres elements folklòrics, tot esbrinant-ne les dades antigues, ordenar-ne la sortida, introduir nous ballets i així va ser com va constituir-se l'Agrupació de Geganters.
Quant al vessant polític, es poden destacar els fets que ocorregueren després de la mort del general Francisco Franco, l'any 1975. A Solsona, el 1976 feu pas la Marxa de la Llibertat, pacífica i reivindicativa de les llibertats nacionals. Per la Festa Major del mateix any es demanà la dimissió de l'alcalde i els regidors. El 1977 un grup de solsonins que es manifestaven davant de la Casa de la Ciutat demanant l'Estatut d'Autonomia per a Catalunya van aconseguir hissar-hi la bandera catalana i van pressionar el Consistori, que es va posicionar a favor de l'Estatut; el governador civil de Lleida d'aleshores amonestà l'Ajuntament. El 1979 s'inaugurà l'Institut d'Educació Secundària Francesc Ribalta i se celebraren les primeres eleccions municipals democràtiques. A Solsona, Convergència Democràtica de Catalunya guanyà les eleccions i fou alcalde de Solsona Ramon Llumà, que encapçalà l'Ajuntament de la ciutat fins a l'any 2003.
Durant els vuitanta i els noranta destaca l'expansió del nucli urbà de Solsona, les vingudes d'immigrants del nord d'Àfrica i més endavant de països de l'est d'Europa i d'Amèrica del Sud i la creació de nova indústria en els polígons industrials de la ciutat, tant públics ("Els Ametllers", "Santa Llúcia") com privats ("Pronisa", "la Vinya del Teuler").
En clau política també cal tenir en compte la creació del Consell Comarcal del Solsonès amb seu al Palau Llobera (antic Hospital de Llobera) de Solsona i dels alcaldes que ha tingut la ciutat després de Ramon Llumà: Jordi Riart (CiU), Xavier Jounou (ERC), David Rodríguez (ERC), i actualment Judit Gisbert.

## Comunicacions i transports
La carretera C-55 uneix Solsona amb Manresa i la C-451/C-75 amb Guissona. D'altra banda, la carretera C-26 travessa la vila i la comunica pel costat est amb Bassella (on enllaça amb la C-14) i pel costat est amb Berga. Solsona disposa d'estació d'autobusos amb serveis a Manresa, Barcelona, Lleida o Andorra, entre d'altres.
Les estacions de tren més properes a la vila es troben a Manresa, on fan aturada les línies R4 i R12 de Rodalies de Catalunya (estació de Manresa) i R5 i R50 de FGC (estacions de Manresa-Alta, Manresa-Baixador i Manresa-Viladordis).

## Política
| Candidatura | Candidatura                                                          | Cap de llista             | Vots  | Regidors | % vots |
| ----------- | -------------------------------------------------------------------- | ------------------------- | ----- | -------- | ------ |
|             | Esquerra Republicana de Catalunya]                                   | Judit Gisbert Ester       | 1.353 | 5        | 35,57% |
|             | Junts per Solsona - Compromís Municipal                              | Elis Colell i Sancliments | 714   | 3        | 18,77% |
|             | Treballem per Solsona                                                | Marc Barbens Casals       | 711   | 3        | 18,69% |
|             | Alternativa per Solsona - Candidatura d'Unitat Popular - Poble Actiu | Pilar Viladrich i Massana | 552   | 2        | 14,51% |
|             | Partit dels Socialistes de Catalunya - Candidatura de Progrés        | Mohamed El Mamoun Mrimou  | 196   | 0        | 5,15%  |
|             | Vox                                                                  | Jordi Peña González       | 85    | 0        | 2,23%  |
|             | PP                                                                   | Ramon Ribalta Roca        | 82    | 0        | 2,15%  |
|             | Vot en blanc                                                         |                           | 110   |          | 2,84%  |
|             | Vot nul                                                              |                           | 68    |          | 1,76%  |
| Total       | Total                                                                | 3871                      | 3871  | 13       | 100%   |

| Candidatura | Candidatura                                                          | Cap de llista   | Vots  | Regidors | % vots |
| ----------- | -------------------------------------------------------------------- | --------------- | ----- | -------- | ------ |
|             | Esquerra Republicana de Catalunya - Acord Municipal                  | David Rodríguez | 2.145 | 7        | 48,31% |
|             | JxCAT                                                                | Marc Barbens    | 1038  | 3        | 23,38% |
|             | Alternativa per Solsona - Candidatura d'Unitat Popular - Poble Actiu | Pilar Viladrich | 653   | 2        | 10,22% |
|             | Partit dels Socialistes de Catalunya - Candidatura de Progrés        | Encarna Tarifa  | 313   | 1        | 7,05%  |
|             | Ciutadans                                                            | Àngela López    | 178   | 0        | 4,01%  |
|             | Vox                                                                  | Jordi Peña      | 38    | 0        | 0,86%  |
|             | Vot en blanc                                                         |                 | 75    |          | 1,69%  |
|             | Vot nul                                                              |                 | 33    |          | 0,74%  |
| Total       | Total                                                                | 4473            | 4473  | 13       | 100%   |

| Candidatura | Candidatura                                                          | Cap de llista      | Vots  | Regidors | % vots |
| ----------- | -------------------------------------------------------------------- | ------------------ | ----- | -------- | ------ |
|             | Esquerra Republicana de Catalunya - Acord Municipal                  | David Rodríguez    | 1.877 | 7        | 47,88% |
|             | Convergència i Unió                                                  | Marc Barbens       | 903   | 3        | 23,04% |
|             | Alternativa per Solsona - Candidatura d'Unitat Popular - Poble Actiu | Òscar Garcia       | 609   | 2        | 15,54% |
|             | Partit dels Socialistes de Catalunya - Candidatura de Progrés        | Yasmina Valderrama | 260   | 1        | 7,79%  |
|             | Partit Popular                                                       | José Luís Reboiro  | 139   | 0        | 3,55%  |
|             | Plataforma per Catalunya                                             | Alexandre Ler      | 51    | 0        | 1,30%  |
|             | Vot en blanc                                                         |                    | 81    |          | 2,07%  |
|             | Vot nul                                                              |                    | 38    |          | 0,96%  |
| Total       | Total                                                                | 3.958              | 3.958 | 13       | 100%   |

| Candidatura | Candidatura                                              | Cap de llista   | Vots  | Regidors | % vots |
| ----------- | -------------------------------------------------------- | --------------- | ----- | -------- | ------ |
|             | Esquerra Republicana de Catalunya - Acord Municipal      | David Rodríguez | 1.884 | 7        | 48,57% |
|             | Convergència i Unió                                      | Esteve Algué    | 1.205 | 5        | 31,06% |
|             | Partit dels Socialistes de Catalunya - Progrés Municipal | Josep Caelles   | 302   | 1        | 7,79%  |
|             | El Comú de Solsona - Entesa                              | Jordi Fraxanet  | 221   | 0        | 5,70%  |
|             | Partit Popular                                           | Ramon Ribalta   | 143   | 0        | 3,69%  |
|             | Vot en blanc                                             |                 | 124   |          | 3,20%  |
|             | Vot nul                                                  |                 | 44    |          | 1,12%  |
| Total       | Total                                                    | 3.923           | 3.923 | 13       | 100%   |

| Candidatura | Candidatura                                              | Cap de llista  | Vots  | Regidors | % vots |
| ----------- | -------------------------------------------------------- | -------------- | ----- | -------- | ------ |
|             | Convergència i Unió                                      | Jordi Riart    | 1.488 | 5        | 35,72% |
|             | Esquerra Republicana de Catalunya - Acord Municipal      | Xavier Jounou  | 1.247 | 4        | 29,91% |
|             | Coordinadora Municipalista del Solsonès                  | Martí Abella   | 600   | 2        | 14,39% |
|             | Partit dels Socialistes de Catalunya - Progrés Municipal | Josep Caelles  | 549   | 2        | 13,22% |
|             | Partit Popular                                           | Eliseu Ribalta | 162   | 0        | 3,89%  |
|             | Vot en blanc                                             |                | 120   |          | 2,88%  |
|             | Vot nul                                                  |                | 37    |          | 0,88%  |
| Total       | Total                                                    | 4.206          | 4.206 | 13       | 100%   |

| Candidatura | Candidatura                                         | Cap de llista | Vots  | Regidors | % vots |
| ----------- | --------------------------------------------------- | ------------- | ----- | -------- | ------ |
|             | Convergència i Unió                                 | Jordi Riart   | 2.000 | 7        |        |
|             | Coordinadora Municipalista del Solsonès             | Martí Abella  | 1.076 | 3        |        |
|             | Esquerra Republicana de Catalunya - Acord Municipal | Xavier Jounou | 997   | 3        |        |
|             | Partit Popular                                      | Enric Serra   | 253   | 0        |        |
| Total       | Total                                               | 4.326         | 4.326 | 13       |        |

| Candidatura | Candidatura                                                                               | Cap de llista  | Vots  | Regidors | % vots |
| ----------- | ----------------------------------------------------------------------------------------- | -------------- | ----- | -------- | ------ |
|             | Convergència i Unió                                                                       | Ramon Llumà    | 1.575 | 6        | 43%    |
|             | Esquerra Republicana de Catalunya - Acord Municipal                                       | Xavier Jounou  | 714   | 3        | 19%    |
|             | Fòrum - Federació d'Independents de Catalunya                                             | Roser Fons     | 658   | 2        | 18%    |
|             | Partit dels Socialistes de Catalunya - Progrés Municipal - Partit del Progrés del Pirineu | Joan Subirà    | 400   | 1        | 11%    |
|             | Partit Popular                                                                            | Eliseu Ribalta | 272   | 1        | 7%     |
| Total       | Total                                                                                     |                |       | 13       |        |

## Llocs d'interès

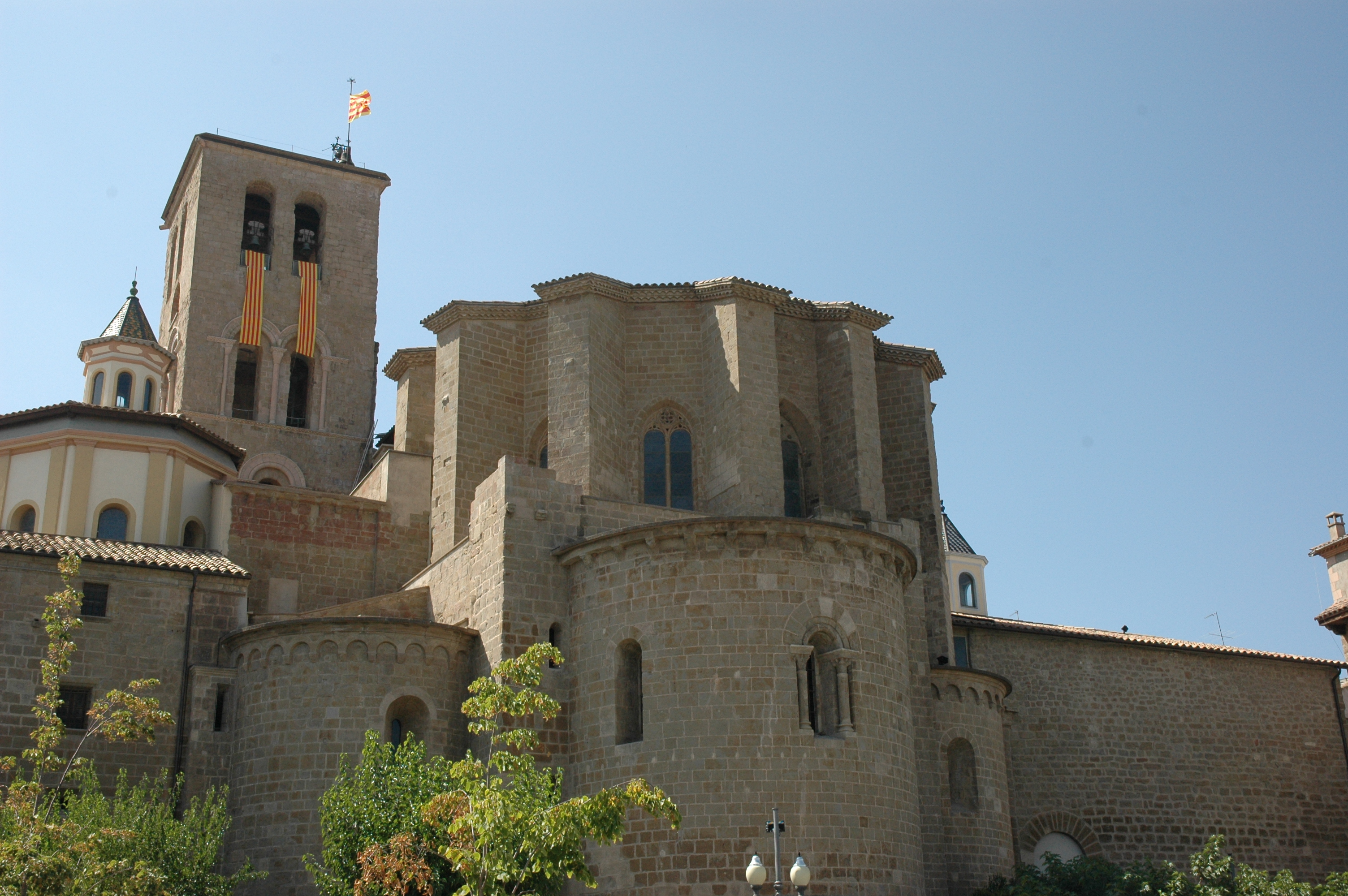
Catedral de Solsona

- Catedral: Es coneix l'existència d'una església preromànica de l'any 977. D'aquesta època se'n conserven els tres absis, el campanar, alguns elements del claustre, i el celler i el menjador dels canonges, avui habilitats per a uns altres usos. La catedral actual és d'estil gòtic, començada a final del segle xiii i acabada al segle xvii. A l'esquerra del transsepte se situa la capella de la Mercè, amb un retaule barroc probablement obra de Carles Morató.
A la dreta es venera la imatge de la Mare de Déu del Claustre, del segle xii, catalogada com una de les escultures més importants del romànic català. El cambril fou ampliat a principi del segle xx per August Font. La façana del cambril segueix una línia noucentista amb alguns elements modernistes.
- Portals i muralles de la ciutat: A mesura que la vila anava creixent es construïen unes primeres muralles al segle xi, substituïdes al segle xiv (concretament, cap al 1303)[6] per unes altres que tenien un gruix de dos metres i una alçada de setze metres,[6] de les quals queden dretes restes disperses en diferents indrets, així com tres torres a la zona del Vall Calent, on es pot observar que s'hi han obert finestrals i terrats, fruit d'una integració de la muralla i les torres com a part d'edificacions residencials, la qual es va dur a terme principalment al llarg del segle xx. Per accedir al recinte emmurallat hi havia portals, que es tancaven al capvespre amb portes de fusta i s'obrien a la matinada. Actualment només se'n conserven tres: el portal del Pont, el portal de Llobera i el portal del Castell.
El portal del Pont, acabat l'any 1805, es va convertir en l'entrada principal a la ciutat després de construir-se el pont de pedra de dotze arcades a final del segle xviii. Al segle xvii, en època de pesta, es va obrir l'actual portal de Llobera perquè hi entressin només els naturals de Solsona, com a mesura de protecció. Sobre l'entrada s'hi va construir al segle xviii una capella, encara existent, dedicada a Santa Anna. I el portal del Castell té aquest nom gràcies al fet que el primer castell de Solsona era a tocar del portal, avui convent de monges i del centre escolar Arrels I. Els senyors feien solemnement la seva primera entrada per aquest portal, però abans havien de jurar que guardarien els seus privilegis i costums. L'entrada principal era fins al segle xviii per aquest accés.

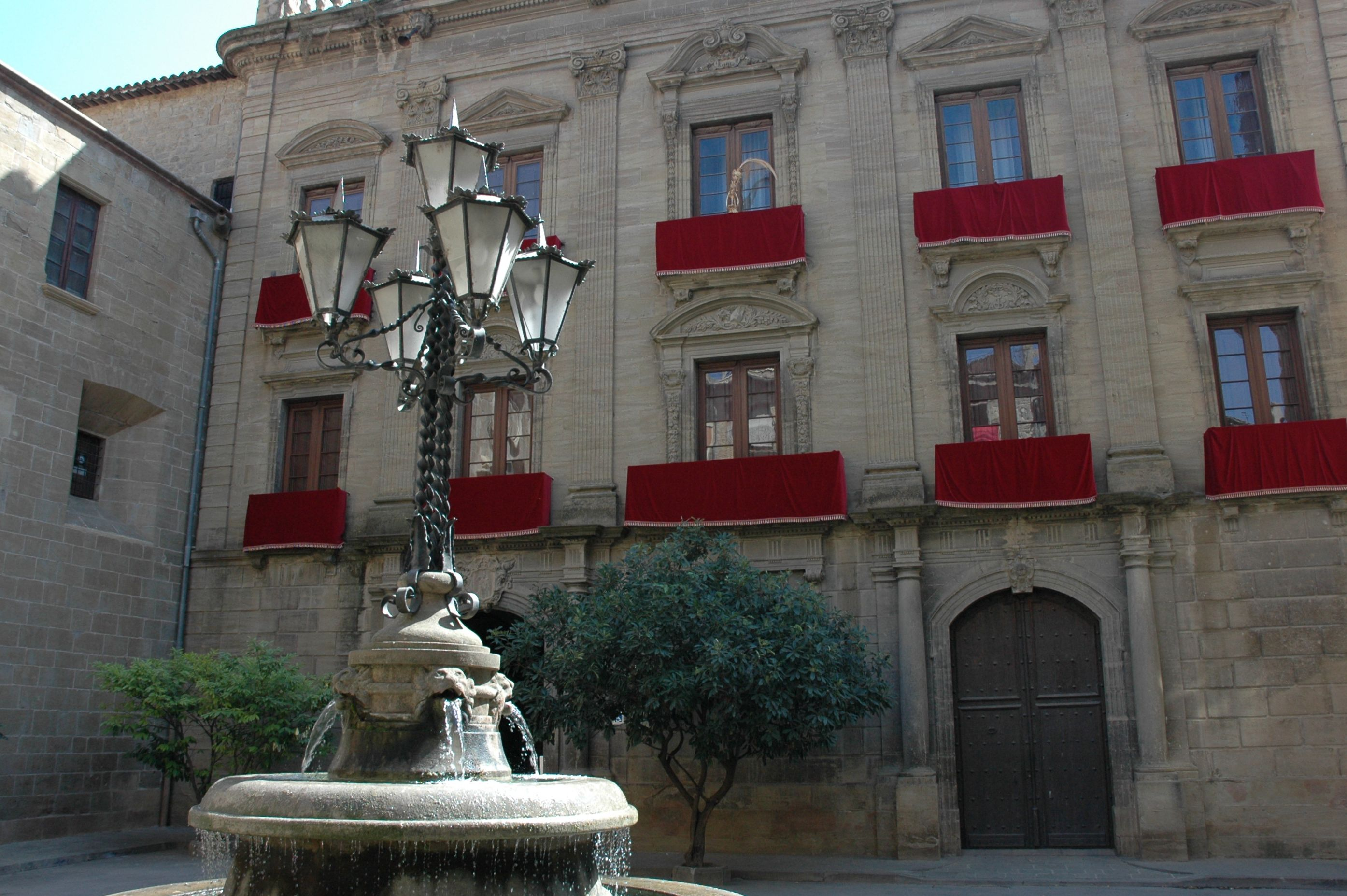
Palau Episcopal de Solsona

- Palau Episcopal i Museu Diocesà i Comarcal de Solsona: Edifici construït pel bisbe Lasala al segle xviii. La seva façana principal, junt amb la del Palau de la Virreina de Barcelona, és un dels exemples més destacats del neoclàssic català. Dins el Palau Episcopal es pot visitar el Museu Diocesà i Comarcal, un dels primers museus diocesans de Catalunya, on es troben sales dedicades a la prehistòria, importants col·leccions del romànic, gòtic, renaixement i barroc, així com una sala dedicada a les escultures de sal, de les mines de Cardona.

- La plaça Major és la plaça principal de la ciutat, una plaça porxada on es troben els principals carrers del nucli antic de la ciutat: el carrer Castell, el carrer de Llobera i el carrer de Sant Miquel. És el punt on es duen a terme diversos actes de les festes més celebrades de Solsona: la Festa Major, el Carnaval i el Corpus, així com diverses fires durant l'any, i el mercat dels divendres. Dels edificis que conformen la plaça, se'n pot destacar l'edifici de ca l'Aguilar (situat al núm. 5 de la plaça), que ha estat casa senyorial de successives dinasties de mercaders i nobles i on actualment s'ha habilitat una sala d'exposicions.

- Torre de les Hores: La torre, datada abans de l'any 1500, tenia inicialment dues campanes: una per a tocar a foc i a sometent, i l'altra per a utilitzar-se com a rellotge (actualment encara s'utilitza). D'aquest campanar en destaca actualment el fet que s'hi penja el ruc durant el carnaval. Aquest costum recorda una llegenda que ha donat el renom de mata-rucs als solsonins i solsonines.

- Plaça de Sant Joan: La plaça Major potser és la plaça central de la ciutat, però sens dubte la plaça de Sant Joan n'és la més emblemàtica. En aquesta plaça podem trobar-hi al centre una bella font amb una poesia d'en Josep M. de Sagarra i un templet. La primera és del segle xv, anteriorment anomenada font Major, i la capella dedicada a Sant Joan és del segle xviii. A la part posterior d'aquesta capella es pot trobar una placa amb la poesia Record de Solsona del poeta Josep Maria de Sagarra, el qual passava temporades en una casa d'aquesta casa. La plaça destaca també per tots els edificis que l'envolten, sobresortint la casa de cal Cabanes, casa pairal d'una de les principals famílies de Solsona durant el transcurs de moltes generacions.

- Casa de la Ciutat: L'entrada principal a l'Ajuntament de Solsona es troba al carrer Castell, a la plaça anomenada plaça de l'Ajuntament. L'edifici és una construcció de principi del segle xvi, de transició del gòtic al renaixement. A la façana s'hi pot trobar l'escut de la ciutat i el del mercader que va construir l'edifici.

- Palau Llobera: Francesca de Llobera, filla de mercaders, en el seu testament de l'any 1411 va deixar el seu llegat per a la construcció d'un hospital de pobres, actualment anomenat Palau Llobera. L'edifici va anar canviant d'ús, passant per ser un hospital, un col·legi de dominics, una universitat literària, un seminari, una escola parroquial i, en l'actualitat, és la seu del Consell Comarcal del Solsonès i on s'ubica l'oficina de Turisme.

- Altres punts d'interès de la ciutat: Museu del Ganivet, els antics safareigs municipals, Casa Morató, Hotel Sant Roc, Font de la plaça de la Catedral, Pou de Gel,[7] Mare de la Font, Plaça Sant Isidre, Plaça Sant Juan i Plaça del Camp etc.
- També hi ha edificis com la Torre dels Ametllers, Cal Bepis, la Borda, Cal Cisteller, Cal Coix, Cal Felip, Cal Llucianet, Can Mascaró, Pallarès Vell, Cal Quatre, la Ribereta, Cal Sastre Quel, Cal Soca, Cal Titarro, Cal Trinxet de la Costa i Cal Xacó. Adiccionalment, n'hi ha que tenen un caràcter històric: Santa Llúcia, Sant Honorat i Sant Pere Màrtir.[8]

- Vegeu també la Llista de monuments de Solsona, llista de monuments inclosos en l'Inventari del Patrimoni Arquitectònic Català. Inclou també els inscrits en el Registre de Béns Culturals d'Interès Nacional (BCIN) amb la classificació de monuments històrics i els Béns Culturals d'Interès Local (BCIL) de caràcter arquitectònic.

## Folklore

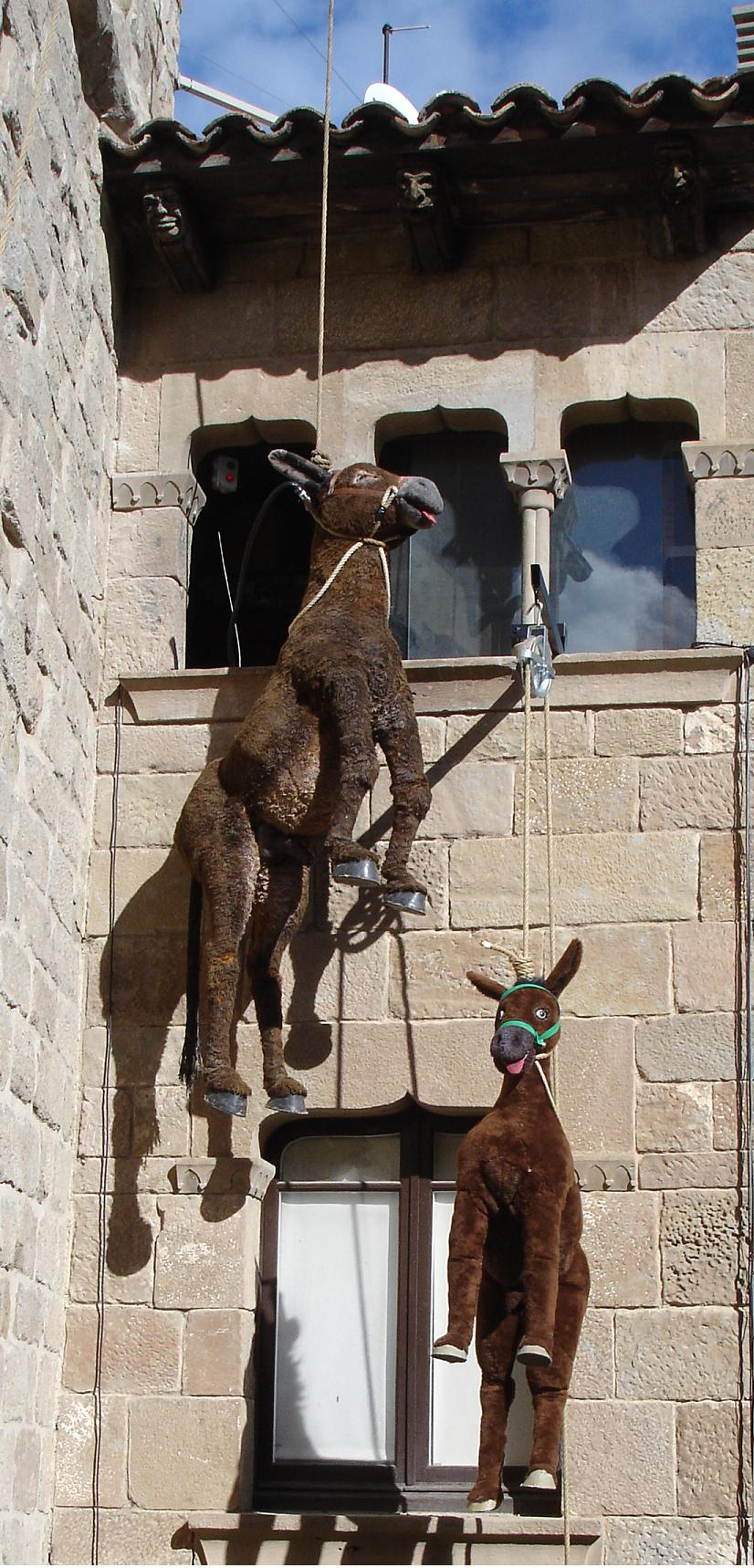
Rucs del Carnaval de Solsona

La capital del Solsonès no es pot entendre sense el seu patrimoni festiu i folklòric, essent segurament una de les manifestacions més antigues i més ben conservades de Catalunya. Solsona és una de les ciutats de Catalunya amb més gegants i bestiari popular i amb una manifestació gegantera molt present.
Aquesta presència gegantera surt a la llum, principalment, en tres ocasions durant l'any: per un costat durant la Festa Major i el Corpus, i per l'altre durant el Carnaval.
La tradició gegantera de Les Festes del Claustre (Festa Major de la ciutat 7, 8 i 9 de setembre) ja es troba documentada el 1653, quan els solsonins i solsonines decideixen erigir com a patrona la Mare de Déu del Claustre, després que aquesta, segons conta la llegenda, alliberés la ciutat de la pesta.
Així, en ple Barroc, la ciutat de Solsona guanya distinció i presència i veu néixer any rere any elements folklòrics que participen en la processó de la Verge. Trobem una de les primeres referències documentades als gegants vells el 1675, l'any 1691 s'escriu sobre la Mulassa i el 1692 sobre el Drac, del qual avui dia encara es conserva la peça original.
Actualment la manifestació folklòrica de Solsona consta de: dues parelles de gegants (els vells i els joves), un drac, una àliga, els aligons, els cavallets, quatre nans, quatre ossos, el bou, la mulassa i el ball de bastons i configuren, sens dubte, una de les manifestacions folklòriques més rellevants del Principat.
Als solsonins també se'ls diu tradicionalment "mata-rucs" a causa d'una llegenda segons la qual un granger va voler donar a menjar al seu ruc un pixallits, lletsó, que creixia en el campanar i, en comptes de baixar la planta, va pujar el ruc amb una corda fins a escanyar-lo.
Aquesta llegenda es rememora cada any a les festes del carnestoltes quan es penja un ruc de cartó al campanar i realitzen el que s'anomena "la pixada del ruc", que mulla qui es troba a la plaça i canten "A Solsona, bona gent (bis), / si no haguessin mort el ruc (bis)..."

## Fills i filles il·lustres
Categoria principal: Solsonins
- Francesc Ribalta (Solsona, 1565 - València 1628), pintor.
- Josep Mir i Llussà (Solsona, 1701/1704 - Madrid, 1764), mestre de capella i compositor barroc.
- Josep Marià de Cabanes i d'Escofet (Solsona, 1775 – Barcelona, 1842), polític liberal i arqueòleg, alcalde de Barcelona del 1821 - 1822 i del 1835 - 1836.
- Francesc Xavier de Cabanes i d'Escofet (Solsona, 1781 – Madrid, 1834), militar, historiador i empresari.
- Josep Colell i Llort (Solsona, 1845 - 1927), escultor.
- Adolf Mas i Ginestà (Solsona, 1861 - Barcelona 1936), un dels principals fotògrafs de l'època del Modernisme.
- Dolors Fàbrega Costa, la Caputxina (Solsona, 1888 - 1964), empresària.
- Francesc Viadiu i Vendrell (Solsona, 1900 - Sant Llorenç de Morunys 1992), polític distingit amb la Creu de Sant Jordi i condecorat pels EUA i Anglaterra.
- Ramon Valls i Pujol (Solsona, 1911 - 1981), poeta i escriptor.
- Joan Roure i Jané (Solsona, 1921 - Andorra, la Vella, 1990), músic.
- Manel Casserres i Boix (Solsona, 1929 - 1996), constructor de gegants.
- Jaume Vergés i Espinàs (Sant Julià de Vilatorta, 1936), religiós i fill adoptiu de Solsona.
- Joan Subirà i Piñol (Solsona, 1944-2011), dinamitzador cultural condecorat a títol pòstum amb la medalla de la ciutat.
- Xavier Jounou i Bajo (Solsona, 1959 - 2010), polític, batlle de Solsona del 2007 al 2010 i fill predilecte de la ciutat.
- Pasqual Farràs (Solsona, 1959), escriptor.
- Maria Corominas i Piulats (Solsona, 1961), doctora en Ciències de la Comunicació i vicepresidenta segona de l'Institut d'Estudis Catalans (2021-)
- Roger Mas (Solsona, 1975), cantautor.
- Raül Garrigasait i Colomés (Solsona, 1979), escriptor, traductor i editor.

## Altres habitants il·lustres
- Carles Morató i Brugaroles (Vic, 1721 - Solsona, 1780), mestre d'obres i escultor.